# Demetrio il Gracile
Demetrio il Gracile (in greco antico: Δημήτριος ὁ Λεπτός?, Demétrios o Leptòs, o Demetrio il Magro; III secolo a.C.), figlio di Demetrio I Poliorcete e di una donna illira della quale non conosciamo il nome, viene citato da Plutarco, che lo elenca tra i figli del re macedone alla fine della sua Vita, accostandolo all'omonimo fratellastro, detto il Bello.
Le fonti antiche non riportano altre notizie su di lui.